# Kamin von Bonakuamuang

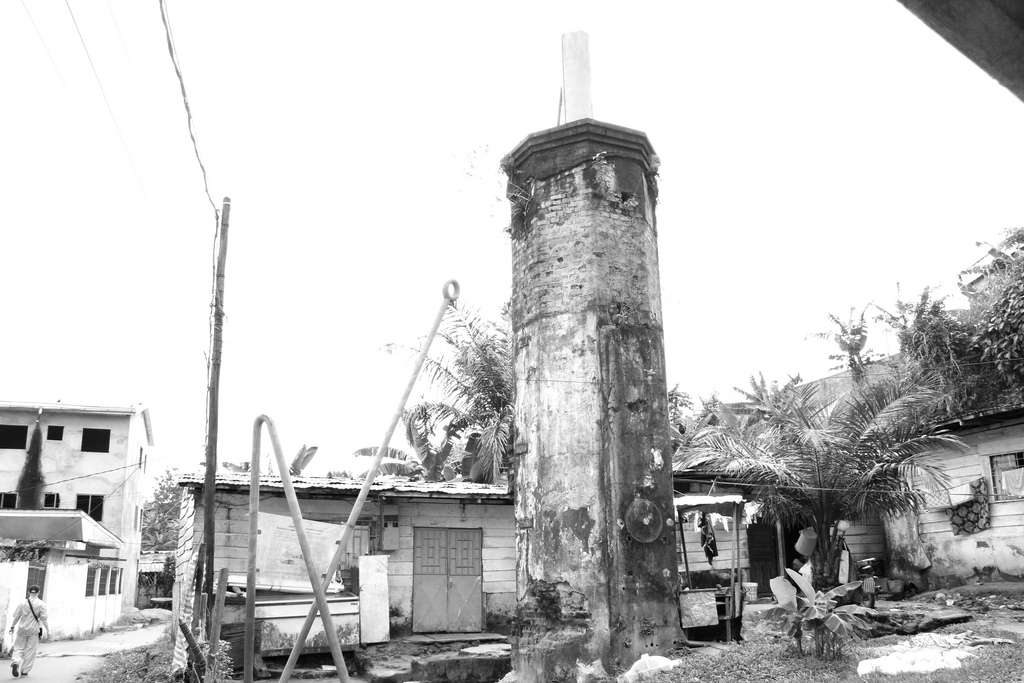
Kamin von Bonakuamuang (2010)

Der Kamin von Bonakuamuang ist ein von den deutschen Kolonialherren in Kamerun errichtetes Bauwerk in der kamerunischen Hafenstadt Douala (damals Kamerunstadt). Es ist der letzte erhaltene Teil eines ehemaligen Wasserwerkes, das im 19. Jahrhundert zur Zeit des Deutschen Kaiserreiches errichtet wurde.
Das Wasserwerk war unter der Regierung des Gouverneurs Jesko von Puttkamer (1895–1907) Teil der von Eduard von Brauchitsch, Bezirksamtmann der Stadt und seiner Umgebung, geplanten Sanierung von Kamerunstadt. Es wurde im Stile der damaligen deutschen Kolonial- und Industriearchitektur errichtet. Die Versorgung mit fließendem Wasser war neben der Errichtung von breiten Straßen und der Trockenlegung der umgebenden Sümpfe entscheidend für die gewünschte Urbanisierung des bis dahin traditionellen Dorfes Douala.